# Winfield Scott
Winfield Scott (13 de juny de 1786, Comtat de Dinwiddie, Virgínia - 29 de maig de 1866, West Point, Nova York) va ser general de l'exèrcit dels Estats Units, diplomàtic i candidat a president del seu país.
Sobrenomenat Fastiguejo i Pompa (Old Fuss and Feathers), per la seva exagerada inclinació al reglament i la seva rigorosa propietat en el vestir, va servir al seu país com a general per més temps que cap altre personatge en la història dels Estats Units i la majoria dels historiadors li descriuen com el comandant més dotat de la seva època a Amèrica.
En el curs de la seva carrera de 50 anys va participar en la Guerra Anglo-Nord-americana de 1812, la Intervenció nord-americana a Mèxic, la Guerra de Black Hawk, les guerres seminoles i breument en la Guerra Civil Nord-americana. Va ajudar en la concepció del Pla Anaconda que seria usat per a la derrota de la Confederació. Va servir com a Comandant General de l'exèrcit per vint anys, més temps que cap altre en aquest càrrec. Heroi nacional després de la guerra amb Mèxic va servir com a governador militar de la Ciutat de Mèxic.
Tal va ser la seva popularitat que el seu partit, el Whig, va decidir nominar-ho en lloc de Millard Fillmore per a les eleccions presidencials de 1852. No obstant això, va perdre les eleccions enfront del demòcrata Franklin Pierce però la seva popularitat no va decréixer i va ser ascendit al rang de Tinent general, convertint-se en el primer militar des de George Washington a ostentar el càrrec.

## Primers anys
Winfield Scott va néixer en la plantació familiar "Llorer Branch" al comtat de Dinwiddie prop de Petersburg, Virgínia el 13 de juny de 1786. En el seu estat natal va ser educat en el College of William and Mary per a l'advocacia i la milícia abans de ser comissionat capità d'artilleria en 1808. Els primers anys de Scott en l'exèrcit van ser difícils. El seu nomenament va ser suspès per un any seguit d'una cort marcial per insubordinació en criticar al seu comandant general, el pusil·lànime i corrupte James Wilkinson.

## La guerra de 1812
Durant la Guerra de 1812 a Canadà, el tinent coronel Scott va prendre el comandament d'una partida de desembarcament durant la Batalla de Queenston Heights en Ontario Canadà el 13 d'octubre de 1812, però va ser forçat a rendir-se juntament amb el comandant de la milícia el general brigadier William Wadsworth, quan la majoria dels membres de la milícia de Nova York van refusar entrar al Canadà en suport a la invasió.
A l'any següent, Scott va ser alliberat en un intercanvi de presoners. En ser alliberat, va tornar a Washington a pressionar al senat per prendre una acció punitiva en contra dels presoners britànics, en resposta a l'execució de tretze presoners de guerra americans d'origen irlandès capturats en Queenston Heights (els britànics els consideraven súbdits anglesos i, per tant, traïdors). El Senat va expedir un decret en conseqüència però el president James Madison va refusar executar-ho, en la creença que l'execució de presoners de guerra era indigna de nacions civilitzades.
Al maig de 1813, Scott, ara coronel, va planejar i va conduir la captura del Fort George en el costat Canadenc del riu Niàgara. L'operació, a través del riu i desembarcament en les costes del llac Ontario, va forçar al fet que els britànics abandonessin el fort. Va ser una de les millor planejades i executades operacions de la guerra. Al març de 1814, Scott va ser ascendit a brigadier general. El juliol del 1814 Scott va comandar la primera brigada de l'exèrcit en la campanya del Niàgara, guanyant la batalla de Chippewa decisivament. Va ser ferit durant la sagnant batalla de Lundy, juntament amb el major general Jacob Brown. Les ferides de Scott en aquesta batalla van ser tan severes que no va estar en actiu per la resta de la guerra. Scott era conegut amb el sobrenom de Fastiguejo i Pompa (Old Fuss and Feathers), per la seva inclinació al reglament i la seva propietat en el vestir. En les campanyes preferia als soldats regulars que als voluntaris, i es preocupava pel benestar dels seus homes, quan va tenir un enfrontament amb el general Wilkinson sobre un bivac insalubre que va resultar estar sobre la propietat del general. Durant un brot de còlera en un lloc sota el seu comandament, el mateix Scott va ser l'únic oficial que va romandre per atendre als seus homes.

## La nulificació i la sendera de llàgrimes

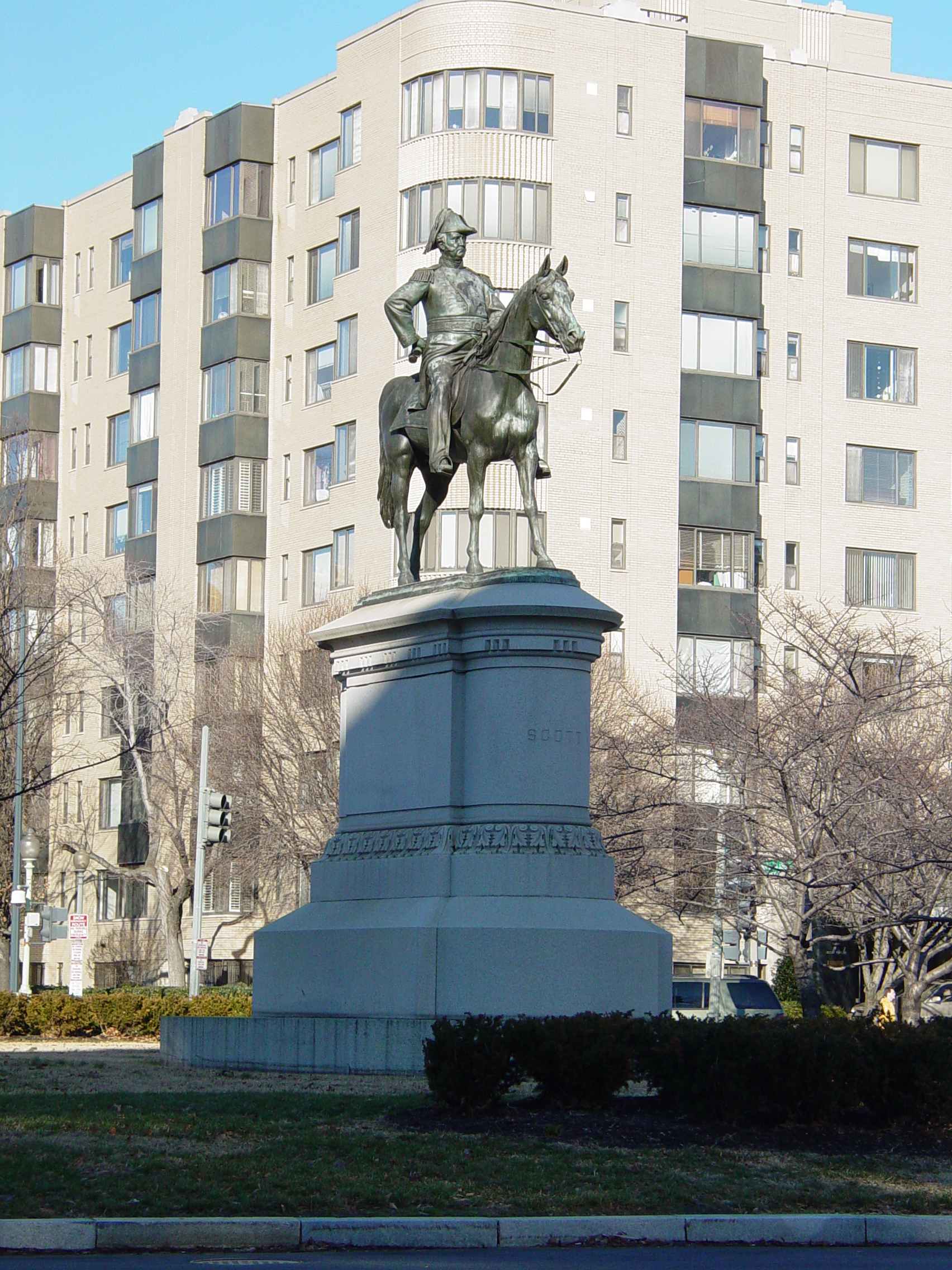
Estàtua de Winfield Scott en la Rotonda Scott a Washington, D.C.

En l'administració del president Andrew Jackson, Scott va organitzar les forces del govern en contra de l'Estat de Virgínia durant la crisi de la nulificación. Una sagaç diplomàcia i l'ocupació estratègica de la seva guarnició va evitar un major conflicte en Charleston que va ajudar apaivagar la crisi.
En 1832 Scott va reemplaçar a John Wool com a comandant de les tropes federals en la Nació Cheroqui. El president Jackson no estava d'acord amb la visió de Cort Suprema dels Estats Units sobre el Dret d'acte-govern de la nació Cheroqui. En 1835 Jackson va convèncer a un grup minoritari de Cheroquis per signar el Tractat de New Echota. En 1838, seguint les ordres de Jackson, Scott va assumir el comandament del "Exèrcit de la Nació Cheroqui" amb base en el Fort Cass i en el Fort Butler. El president Martin Van Buren, qui havia estat el Secretari d'Estat de Jackson i ara el seu vicepresident, d'ara endavant va dirigir a un reticent Scott a traslladar a tots aquells Cheroquis que no havien estat traslladats a l'oest en compliment amb el Tractat. Scott va arribar a New Echota, en la Nació Cheroqui el 6 d'abril de 1838 i immediatament la va dividir en tres districtes militars. Va designar el 26 de maig com el començament de la primera fase del trasllat. La primera fase comprendria als Cheroquis de Geòrgia. Va haver d'utilitzar a 4.000 homes de la milícia en lloc de regulars a causa que aquests últims no havien arribat. Scott preferia als regulars que a diferència de la milícia, no es beneficiaven del trasllat, (alguns milicians, per exemple ja havien reclamat propietats dels Cheroquis). Scott no era partidari de la migració forçada i es mostrava contrariat a la naturalesa injusta de l'acció. Les implicacions morals de les polítiques del president Van Buren (i del seu predecessor Andrew Jackson) no van fer fàcils aquestes ordres. Però com a subordinat i no triat popularment havia d'obeir-les. Buscar les millors condicions per al poble cheroqui era tot el que podia fer. En les seves instruccions a la milícia, els recordava que qualsevol acte de crueltat es tornaria "una aberració a les generoses simpaties del poble americà" (molts dels quals, com John Quincy Adams, estaven en contra del trasllat, culpant als polítics meridionals i als usurpadors de terres"). També va amonestar a les seves tropes a no disparar contra cap fugitiu tret que oposés resistència. Més encara, va ser molt clar sobre ajudar els febles "hauran d'emprar-se cavalls o ponis per transportar als cheroquis massa febles o malalts per a la marxa. També "infants, ancians, dements, i dones en condició desesperada" mereixen "especial atenció, que els valents i compassius buscaran adequar-la a les necessitats del cas."
Les bones intencions de Scott, no van protegir apropiadament als cherokees de terribles abusos, especialment per part de "la xusma desenfrenada que seguia la marxa dels soldats amb la finalitat de lliurar-se al saqueig i al pillatge". Al final de la primera fase del trasllat a l'agost de 1838, 3,000 cheroquis havien sortit de Geòrgia i Tennessee viatjant pel riu cap a Oklahoma; però altres 13,000 romanien en camps. A causa de la intercessió de John Ross a Washington, aquells cheroquis viatjarien, d'acord amb Eisenhower, "pels seus propis mitjans, desarmats, i sense supervisió per part de la milícia o dels regulars. Malgrat les protestes de contractistes blancs, amos de vapors i uns altres que es beneficiaven en vendre els seus serveis al govern, Scott no va dubtar a fer complir les seves ordres (malgrat les demandes d'Andrew Jackson al Procurador General que Scott hagués de ser reemplaçat i Ross arrestat). Els cheroquis van ser reunits i mantinguts en estacades infestades de rates amb poc menjar, d'acord amb alguns informes. El soldat John G. Burnett va escriure més tard. "les futures generacions llegiran i condemnaran l'acte i espero que la posteritat recordi que soldats rasos com jo, i com els quatre cheroquis que van ser forçats a disparar en contra d'un cap indi i els seus fills, vam haver d'executar ordres dels nostres superiors. No vam tenir una altra opció en l'assumpte." Més de 4.000 cheroquis entre homes, dones i nens van morir en confinament abans d'haver començat el viatge cap a l'oest. Per causa del gran nombre de morts per calor entre els primers grups obligats a marxar a l'oest, els cheroquis van pregar a Scott a posposar la segona fase del trasllat fins al cap de l'estiu, a la qual cosa va accedir. Determinat a acompanyar-los com a observador, Scott va sortir de Athens, Geòrgia l'1 d'octubre de 1838 i va viatjar amb la primera "companyia" d'unes mil persones, entre cheroquis i esclaus negres, arribant solament a Nashville, on va rebre ordres de tornar immediatament a Washington per bregar amb una situació a la frontera canadenca. Molt ràpid la marxa forçada es va conèixer com el sender de llàgrimes.
En una nova encomana, Scott va ajudar a eliminar les tensions hagudes entre els oficials de l'Estat de Maine i la província Britànic-canadenca de Nova Brunswick en la guerra "freda" de Aroostook al març de 1839. Com a resultat del seu èxit, Scott va ser ascendit a major general (llavors el major grau militar en l'exèrcit dels Estats Units) i general en cap en 1841, servint fins a 1861.
Durant la seva estada en l'exèrcit, Scott va lluitar en la guerra de Black Hawk, les Guerres Seminoles, i breument, en la guerra de Secessió.

## L'estratègia
Després de la guerra de 1812, Scott va traduir diversos manuals napoleònics a l'anglès. Sota la direcció del Departament de Guerra, Scott va publicar en 1830 el Resum de Tàctiques d'Infanteria, que inclou Exercicis i Maniobres d'Infanteria Lleugera i Rifleros, per a l'ús de la Milícia dels Estats Units.
En 1840, Scott va escriure Tàctiques d'Infanteria, o, Reglament per als Exercicis i Maniobres de la Infanteria dels Estats Units. Aquesta obra en tres volums va ser el manual d'ensinistrament per a l'exèrcit fins a la publicació de Tàctiques, en 1830, per a l'ús de la milícia, obra de William J. Hardee.
Era de summe intéres per a Scott el desenvolupament professional dels cadets de l'Acadèmia Militar dels Estats Units.prieto?

## La guerra amb Mèxic

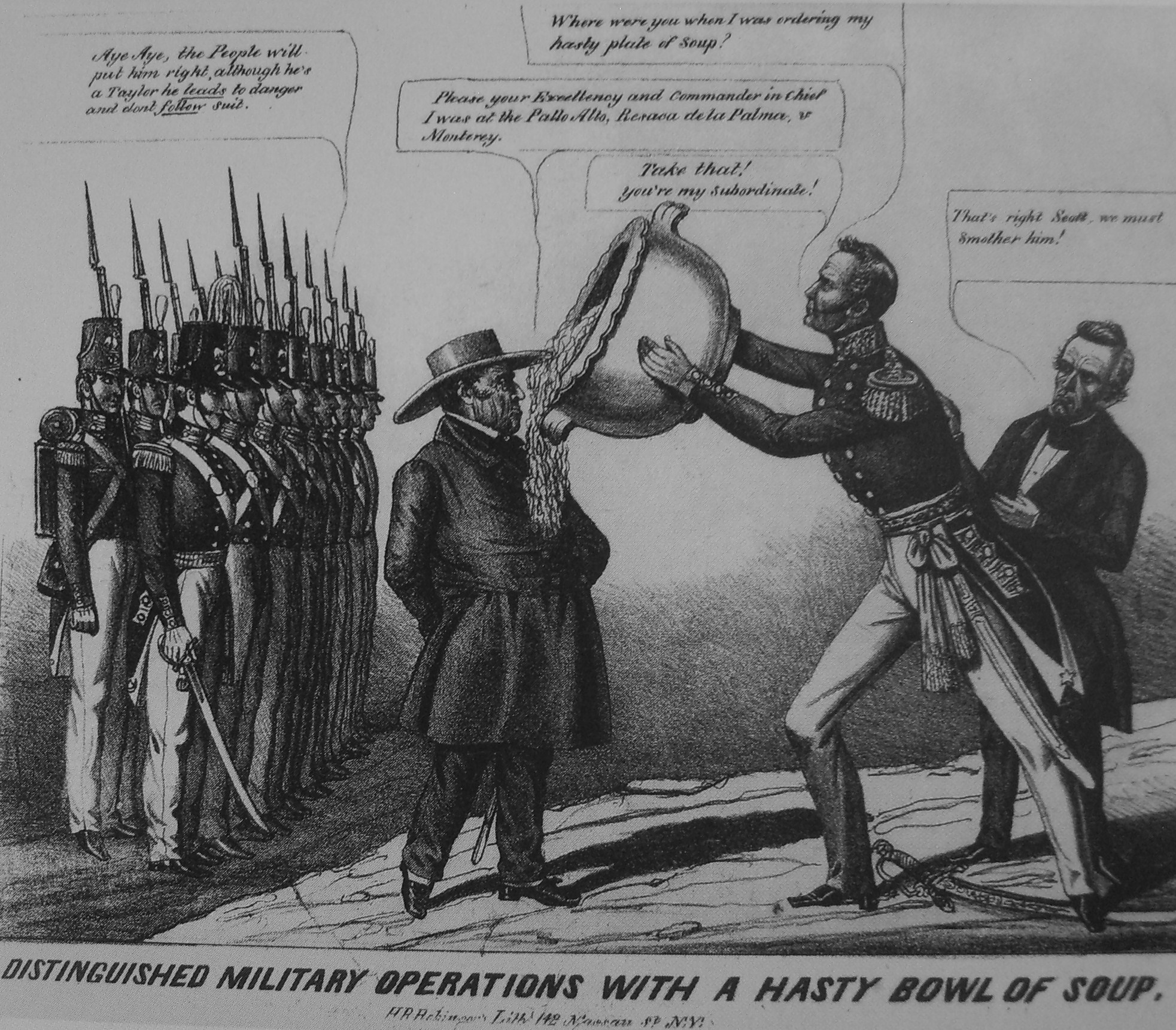
"Notables operacions militars amb un bol de sopa a la carrera". Al començament de la guerra el president Polk va afavorir a Taylor per posar-ho al capdavant de l'exèrcit els qui a més eren del mateix partit, en rebre Scott la carta de Polk per anunciar-li aquest fet, va contestar amb una altra que començava dient: "la carta em va arribar prop de les 6 de la tarda, just quan m'asseia a menjar un plat de sopa a la carrera". L'anècdota va convertir a Scott al centre de les burles del públic nord-americà. Més tard Polk impacient per acabar la guerra i acabar amb la popularitat de Taylor va decidir llevar-li el comandament per donar-li-ho al general Scott. En la imatge es veu a un Scott buidant un gran plat de sopa sobre Taylor que al temps li pregunta: "On estava vostè quan jo ordenava la meva sopa a la carrera?", al que Taylor contesta: "Per favor La seva Excel·lència i Comandant en Cap, vaig estar en Palp Alto, la Ressaca de la Palma i Monterrey". Polk, que observa l'escena ho incita: "Molt bé Scott, hem de baixar-li els fums!"

Durant la intervenció nord-americana a Mèxic, Scott va comandar els dos exèrcits del sud en tant Zachary Taylor comandava l'exèrcit del nord, compost de milicians i voluntaris. Per arribar a la Ciutat de Mèxic des de Veracruz, Scott i el seu exèrcit van seguir la mateixa ruta que va seguir Hernán Cortès que ho portaria a Tenochtitlan en 1519, potser inspirat per l'obra de William H. Prescott, Història de la Conquesta de Mèxic. El president i general Antonio López de Santa Anna era el seu homòleg adversari. Malgrat la calor, les pluges i el dolent dels camins, Scott va guanyar les Batalles de Turó Gros, Padierna, Churubusco i Molino del Rei, i finalment prenent el Castell de Chapultepec el 13 de setembre de 1847, després de la qual cosa la ciutat es va rendir. Quan 72 homes del Batalló de Sant Patrici (compost per desertors de l'exèrcit americà que es van passar a l'exèrcit mexicà) van ser capturats en Churubusco i portats davant Scott, aquest va saber que tenia un problema. El càstig als desertors durant la guerra era la mort per penjament. No obstant això, Scott encara enfrontava a un enemic perillós i a un possible contraatac, així que va decidir que una cort marcial resolgués l'assumpte. Eisenhower diu que els homes van ser enjudiciats en dos grups. Els judicis van ser conduïts pel coronel John Garland i el coronel Bennet Riley. A causa que tots els homes capturats usaven uniformes mexicans, van ser trobats culpables i sentenciats a la horca. Scott, no obstant això, estava inconforme amb el veredicte. D'altra banda, no desitjava convertir en màrtirs als desertors que per al poble ja eren herois. Ni tampoc desitjava encoratjar una insurrecció que afebliria al seu programa de pacificació encara en progrés. D'altra banda, Scott sentia la necessitat de fer alguna cosa per justificar els judicis i encara les sentències. Amb l'experiència en la pràctica del Dret, va concloure que alguns mereixien una pena atenuada, per a això no va descansar fins a trobar les excuses per evitar l'aplicació de la pena cabdal. Al final la va aprovar per a cinquanta dels setanta-dos Sant Patricis, encara que després es perdonaria a cinc i reduirien la sentència a altres quinze, incloent al seu líder John Riley. Els altres van quedar en la llista per ser executats, 16 dels quals van ser penjats el 10 de setembre de 1847, quan Scott planejava el seu atac a la ciutat de Mèxic, els següents 4 al següent dia, i la resta van ser encarregats al coronel William Harney per ser executats a certa data posterior. Eisenhower fa notar que Harney va usar la seva imaginació per sotmetre'ls a turment. Així quan el dia fatídic va arribar, va col·locar a cada desertor sobre una mula amb una soga al voltant del seu coll assegurant-la a l'estructura del patíbulo. Llavors durant la batalla de Chapultepec, just quan la bandera de les barres i els estels fos enarborada i vista per sobre dels murs de la citadela, va ordenar als botxins fuetear a les mules, fent-les avançar i deixant als desertors en l'aire oscil·lant macabrament. Alguns arguyen que això va significar una taca en el seu expedient, a causa que l'incident va violar algunes normes sobre la guerra. Eisenhower, no obstant això atribueix l'incident a Harney. Enmig de les intrigues polítiques que sobrevindrien més tard, Scott obertament va negar els incidents ocorreguts en Chapultepec declarant que "cap irlandès... es va saber que donés l'esquena als seus amics."

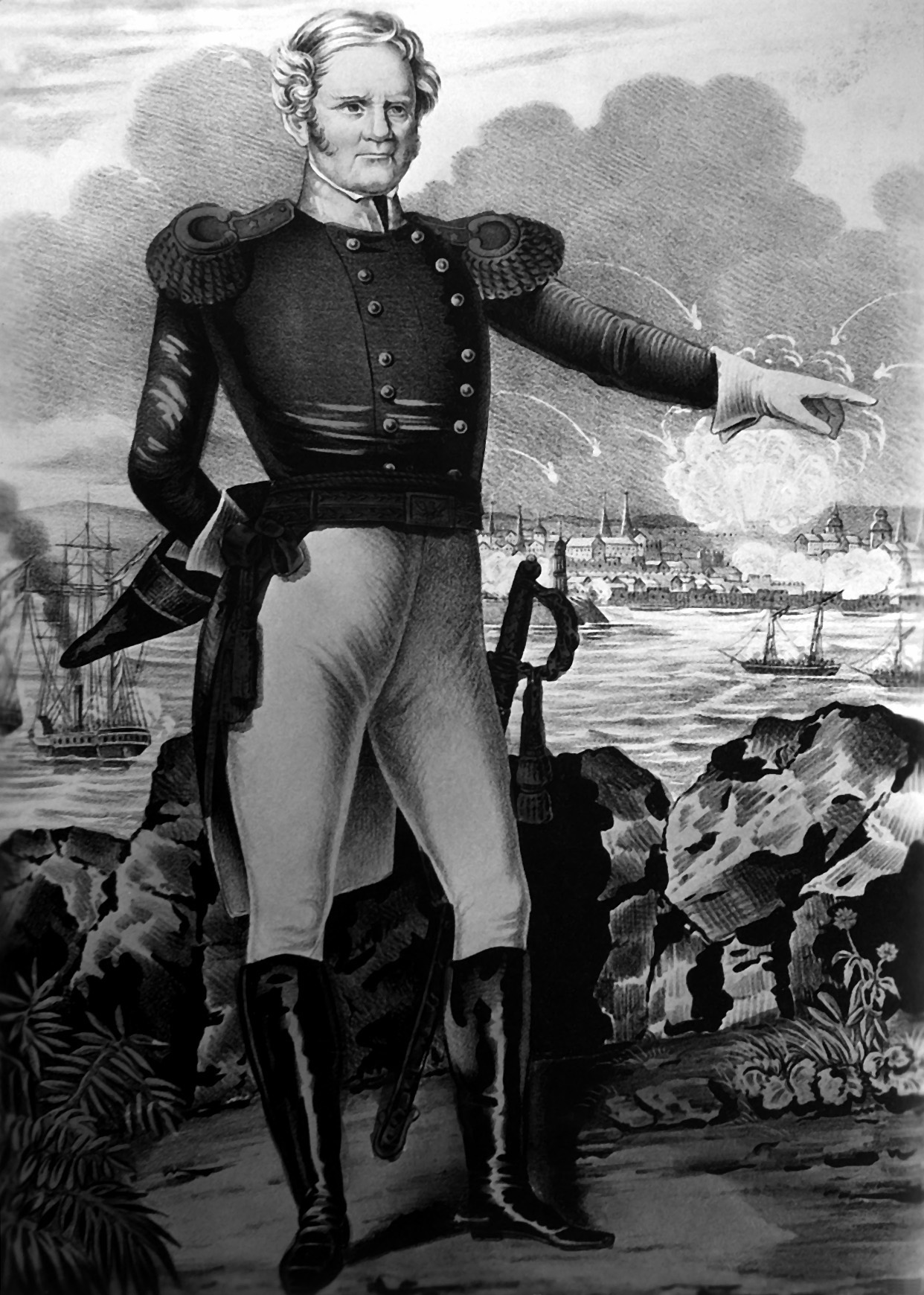
General Winfield Scott en el setge a Veracruz.

Com a comandant militar de la Ciutat de Mèxic, se li tenia en alta estima tant per les autoritats civils mexicanes com per les nord-americanes, que s'atribuïa principalment a la seva política de pacificació. Un exemple va ser que quan Scott va expedir la seva "ordre de llei marcial" per ser aplicada i dictada a Mèxic (per prevenir saquejos, violacions, assassinats, etc.), tots els que la infringissin, tant mexicans com a americans, serien tractats d'igual forma. La vanitat de Scott, així com de la seva corpulència, van donar motiu a una frase sarcàstica que hauria d'assetjar-ho per la resta de la seva vida política. Polk, que no simpatitzava amb Scott, va aprofitar les victòries de Taylor per posar-ho al capdavant de l'exèrcit, en rebre la carta de Polk informant-li del fet, ell va contestar amb una altra que iniciava amb la frase: "la carta em va arribar prop de les 6 de la tarda, just quan m'asseia a menjar una sopa a la carrera". L'administració Polk, amb la intenció de sabotejar la reputació de Scott, va publicar la carta, i es va convertir immediatament en lloc comú de les burles contra Scott apareixent en caricatures i cançons que ho van assetjar la resta de la seva vida. Una altra carta de Scott dirigida a Mercy reflecteix el seu rebuig a "no enfrontar un foc en el seu darrere (de Washington) mentre enfrontava un altre amb els mexicans."
Un altre exemple de la vanitat de Scott va ser la seva reacció en perdre una partida d'escacs amb un jove de Nova Orleans anomenat Paul Morphy en 1846. Scott no va prendre la derrota caballerosamente enfront del prodigi dels escacs de vuit anys. Aquests detalls no opacan la seva llarga i distiguida carrera militar. No en va el duc de Wellington, guanyador en Waterloo, en conèixer el triomf a Mèxic en contra de tots els alarmants pronòstics va proclamar a Scott com, "el més gran general en l'actualitat."

## Política
En les eleccions presidencials de 1852, el partit Whig va declinar a nominar al seu president titular, Millard Fillmore, qui havia arribat a la presidència per causa de la mort de l'heroi de guerra americà general Zachary Taylor. Buscant repetir el seu èxit electoral, el partit Whig va fer a un costat a Fillmore i van nominar a Scott, qui va enfrontar al demòcrata Franklin Pierce. No obstant això, el procés de nominació va presagiar l'elecció general.
Més dividits per rivalitats domèstiques que pels demòcrates, els membres del partit Whig van votar més de 53 vegades abans de nominar a l'heroi de la guerra amb Mèxic Winfield Scott. Els delegats unànimement van aprovar la plataforma excepte per l'article que prometia "aquiesencia" per al compromís de 1850, "l'acta conegut com la llei de l'esclau fugitiu." L'article va ser votat en una elecció de 212 contra 70, l'oposició de la qual va provenir principalment dels simpatitzants de Scott. El vell soldat, es va enfrontar a la confusió dins del seu partit i va resoldre el problema anunciant " accepto la nominació amb les resolucions adjuntes." A la qual cosa els membres del Whig van replicar, "acceptem al candidat però repudiem la plataforma." 
La reputació anti-esclavista de Scott va minar el suport del Sud, mentre que la plataforma pro-esclavitud del partit deprimio les simpaties en el Nord, i a més el contrincant de Scott era també un veterà de la guerra amb Mèxic. Pierce va ser triat per majoria aclaparant deixant a Scott solament amb els vots electorals de Massachusetts, Vermont i Tennessee.
Malgrat la derrota electoral Scott va seguir sent un heroi nacional de gran simpatia popular. En 1855, per decret especial del Congrés, Scott va ser promogut al grau de Tinent General, convertint-ho en la segona persona en la història militar dels Estats Units, després de George Washington, a tenir aquest càrrec.
En 1859, Scott va viatjar al Pacífic Nord-oest per resoldre una disputa amb els britànics sobre l'illa de Sant Joan, que va ser la causa de la trucada "Guerra del Porc". El vell general va establir bones relacions amb ells i va ser capaç d'aconseguir una resolució pacífica al conflicte.

## Guerra Civil

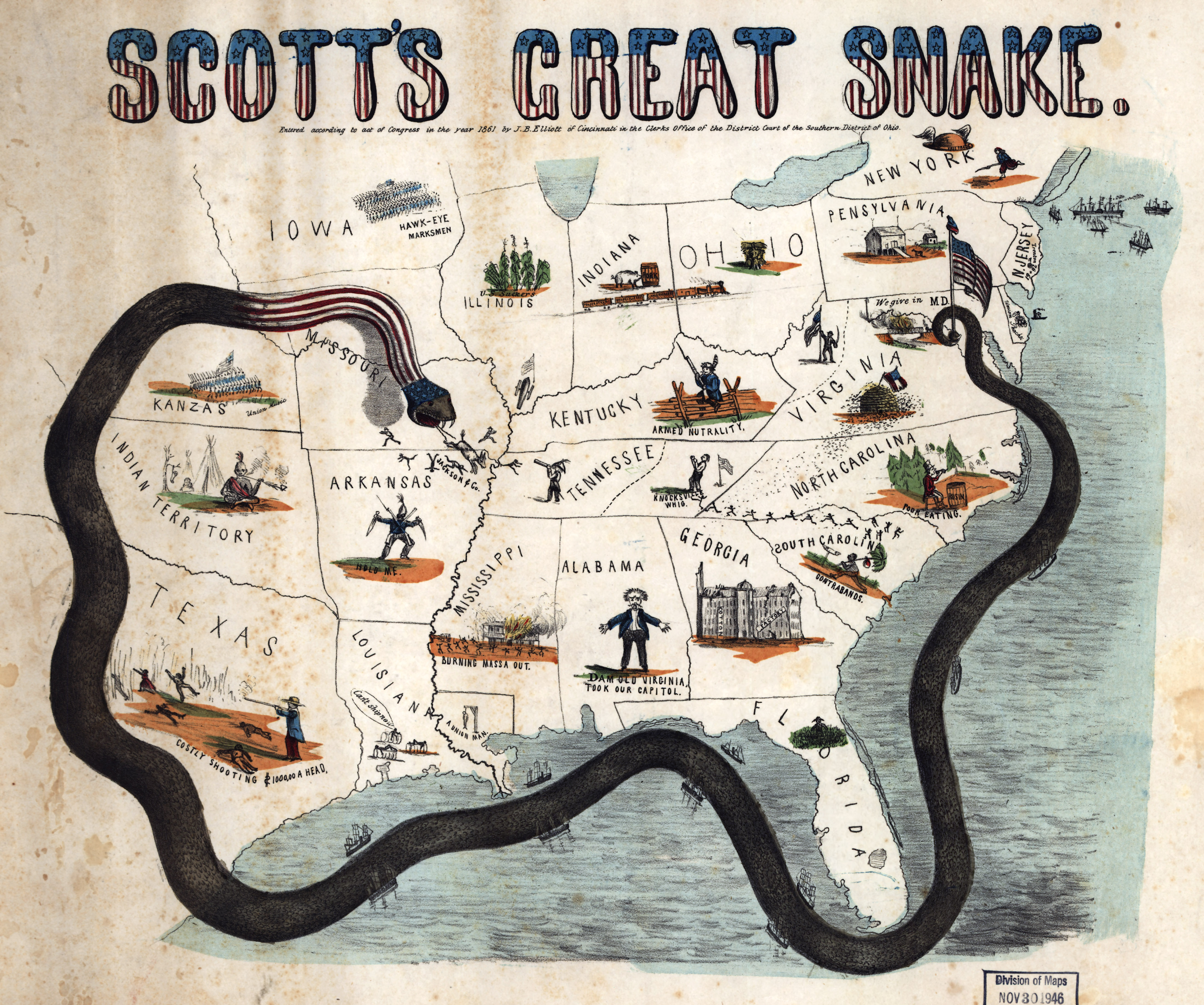
Mapa caricaturitzat del Pla Anaconda per derrotar a la Confederació.

Com a general en cap de la Unió, al començament de la Guerra de Secessió, l'ancià Scott sabia que no podia anar a la batalla ell mateix. Era massa corpulento per muntar a cavall. Va oferir el comando de l'exèrcit al coronel Robert I. Lee. No obstant això, quan l'Estat de Virgínia va abandonar la Unió a l'abril de 1861, Lee va renunciar i el comando de les forces federals que defensaven la capital de Washington D. de C. va passar al brigadier general Irving McDowell. Encara que va néixer i va ser criat a Virgínia, Scott va romandre lleial a la Unió a la qual havia servit la major part de la seva vida i va refusar deixar el seu lloc encara havent deixat de pertànyer a la Unió el seu Estat natal.
Scott no creia en una victòria ràpida de les forces federals. Va crear un pla a llarg termini per derrotar a la Confederació ocupant posicions clau, tals com el riu Mississipi i ports de la Costa de l'Atlántico i el Golf de Mèxic, per després prendre Atlanta Aquest pla anomenat Anaconda va ser ridiculitzat en la premsa; no obstant això, en general va ser l'estratègia que la Unió va emprar, particularment en el front occidental i en els reeixits bloquejos navals dels ports confederats. En 1864, va ser seguit pel general Ulysses S. Grant i executat pel general William Tecumseh Sherman en la campanya d'Atlanta cap al mar.
La pobra condició física de Scott va posar en dubte les seves capacitats; sofria de gota i reumatisme i el seu pes depassava els 150 quilos, la qual cosa va provocar que alguns es mofaran del seu sobrenom "Fastiguejo i Pompa", "Old Fuss and Feathers", cridant-ho "Vell gros i feble", "Old Fat and Feeble". El major general Geroge B. McClelland, el comandant en cap, de caràcter insubordinat i ambiciós, va pressionar a través dels seus subordinats al Congrés per obtenir la renúncia de Scott per l'1 de novembre de 1861. Mclleland ho va succeir com a general en cap.
El general Scott va viure per veure la victòria de la Unió. Va morir en West Point, Nova York i va ser sepultat en el seu cementiri.

## Llegat
Scott va servir a diversos presidents des de Jefferson fins a Lincoln, un total de catorze administracions, i va ser un general en actiu per tretze d'ells; un total de 47 anys de servei. Els historiadors ho estimen com un gran estartega així com un excel·lent comandant en el camp de batalla. Els documents de Scott es troben en la llibreria William L. Clementsde la Universitat de Míchigan. La casa de la "Signatura del Tractat" era la locación exacta on el cap indioKeokuk i el general Winfield Scott van signar un tractat per acabar la guerra de Black hawk en Davenport Iowa, en 2014. La casa s'ha mogut del seu lloc original. La casa va ser acabada en 1883 per Antoine LeClaire.
Comtats, pobles, llacs i diversos llocs per tot Estats Units porten el seu nom en el seu honor així com els llocs de les batalles que va guanyar donen nom algunes poblacions com a Turó Gros, Churubusco.